# Ipokia
Ipokia é uma Área de governo local no oeste do estado de Ogun, Nigéria na fronteira com a República do Benim. Sua sede é a cidade de Ipokia. Há outras vilas na cidade de Ipokia como Idiroko, Ihunbo, Agosasa, Aseko, Maun, Koko, Iropo, Alaari, Tube, Ilashe, Ifonyintedo, Madoga, Ijofin e Tongeji.
Possui uma área de 629 km² e uma população de 150.387 no censo de 2006.
O código postal da área é 111.